# Hernán Bernardello
Hérnan Darío Bernardello (Rosario, 13 agosto 1986) è un ex calciatore argentino, di ruolo centrocampista.

## Caratteristiche tecniche
Gioca come centrocampista centrale.

## Carriera

### Club
Bernardello ha esordito con il Newell's Old Boys il 29 settembre 2006, a 19 anni, nella partita tra Newell's Old Boys e Colón finita 1 a 1. Un anno dopo è diventato titolare.
Nel 2009 ha lasciato l'Argentina per giocare in Spagna con l'Almería.
Ha segnato il suo primo gol con l'Almería il 5 febbraio 2011, contro l'Espanyol.

## Palmarès

### Club

#### Competizioni nazionali
- Canadian Championship: 1

Montréal Impact: 2014
- Segunda División: 1

Deportivo Alaves: 2015-2016